# Georgi Karakhanyan
Georgi Karakhanyan (Moscou, 29 de maio de 1985) é um lutador russo-armênio de artes marciais mistas, atualmente compete no Peso Pena do World Series of Fighting, onde é o campeão da categoria.

## Background
Georgi nasceu em Moscou e tem pais armênios, mas agora é um cidadão americano. Ele foi criado em Moscou, Rússia. Ele foi apresentado as artes marciais pelo seu pai quando tinha seis anos (o pai de Georgi era faixa preta de 3° grau em Karate Do Shotokan e também especialista em Sambo). Georgi tinha só oito anos de idade quando lutou pela primeira vez em uma competição de artes marciais em full contact. Ele começou a treinar artes marciais ainda jovem, mas encontrou seu verdadeiro amor no futebol. Ele competiu em amador e profissional na Rússia, Espanha e Estados Unidos antes de ir para os EUA e permanecer em Riverside, California.

## Futebol
Os sonhos de Georgi mudaram completamente após a Copa do Mundo de 1994. Inspirado pelas lendas do futebol mundial Ronaldo, Romário, Roberto Baggio e Georghe Hagi, Georgi tomou a forte decisão de se tornar jogador de futebol profissional. Ele jogou em clubes de nível mundial como Torpedo Moscou e Spartak Moscou. Após a família de Georgi se mudar para Tarragona, Espanha ele continuou praticar futebol com a equipe profissional Gimnàstic de Tarragona (o maior clube da Provincia de Tarragona e um dos maiores na região da Catalunha). Georgi continuou a perseguir sua paixão pelo futebol após sua família se mudar para os Estados Unidos. Ele jogou em clubes desconhecidos, o San Diego Nomads, um Programa de Desenvolvimento Olímpico dos EUA para jogadores com menos 18 anos. Ele também treinou e jogou como profissional para um clube de futebol de salão, o San Diego Sockers da Major Indoor Soccer League.

## Carreira no MMA
Após sua carreira no futebol, ele começou sua carreira no MMA enquanto vivia e treinava com o instrutor de Jiu Jitsu Brasileiro americano, Rommel Dunbar em Riverside, California. Georgi fez sua estréia no MMA profissional em 13 de Outubro de 2006 após apenas seis meses treinando Jiu Jitsu Brasileiro. Embora Georgi nunca sonhou em lutar, vencendo sua primeira luta contra um veterano no MMA no KOTC, deu-lhe uma enorme confiança que ele estava no caminho certo, que aumentou seu desejo de dar ao MMA tudo o que tinha. Ele se juntou ao Bellator MMA para fazer parte do Torneio de Penas de 2ª Temporada e Torneio de Penas da 4ª Temporada. Em 2 de Dezembro de 2011, Karakhanyan ganhou o Título Peso Pena do Tachi Palace Fights.

### Bellator MMA
Em 2009, Georgi assinou com o Bellator MMA e fez parte do torneio de penas de oito lutadores da 2ª Temporada em 2010. No primeiro round, ele enfrentou o veterano Bao Quach no Bellator 13. Karakhanyan venceu por nocaute no primeiro round. Na semifinal, Georgi enfrentou o wrestler de alto nível e Campeão Mundial de luta greco-romana Joe Warren no Bellator 18 e perdeu a luta por decisão unânime. Joe Warren acabou vencendo o torneio e se tornou o Campeão Peso Pena do Bellator.
Em 2011, Georgi retornou para o Torneio de Penas da 4ª Temporada e enfrentou Patrício Freire no primeiro round. Karakhanyan perdeu por nocaute técnico no terceiro round. Patricio também acabou vencendo o torneio.

### Tachi Palace Fights
Em 2 de Dezembro de 2011 no TPF 11: Redempton, Karakhanyan fez sua estréia no Tachi Palace Fights contra o ex-Campeão Peso Pena do Tachi Palace Fights Isaac DeJesus pelo Título Peso Pena Vago do Tachi Palace Fights. De Jesus nunca havia perdido seu título em uma luta; ele foi tirado do posto de campeão quando não conseguiu bater o peso. Karakhanyan derrotou De Jesus por finalização aos 4:02 do primeiro round para se tornar o novo Campeão Peso Pena do Tachi Palace Fights.
Karakhanyan era esperado para enfrentar o participante do The Ultimate Fighter 14 Micah Miller em 9 de Março de 2012 no TPF 12: Second Coming na primeira defesa do seu título, mas a luta foi depois cancelada após uma doença de Karakhanyan. A luta foi movida para 7 de Setembro de 2012 no TPF 14: Validation. Karakhanyan derrotou Miller por decisão unânime para manter seu Título Peso Pena do Tachi Palace Fights. Karakhanyan se tornou o primeiro campeão do Tachi Palace Fights a defender seu título.
Ele depois deixou seu título vago em 2013 quando assinou com o World Series of Fighting.

### Dream
Georgi derrotou o Campeão Peso Pena do Dream Hiroyuki Takaya no Dream 18 (Dream 18 & Glory 4 Tokyo) em 31 de Dezembro de 2012 por decisão dividida. A pontuação que deu a luta para Takaya foi muito controversa, já Karakhanyan foi considerado por muitos vencedor claro.

### World Series of Fighting
Karakhanyan competiu no card principal na luta contra Waylon Lowe no WSOF 5 em 14 de Setembro de 2013. Ele venceu a luta por finalização no primeiro round.
Em Novembro de 2013, foi anunciado que Karakhanyan lutaria pelo Cinturão Peso Pena Inaugural do WSOF contra Rick Glenn no WSOF 7. Mas uma lesão forçou Glenn a se retirar da luta e foi substituído por Lance Palmer. Karakhanyan venceu a luta por finalização no terceiro round.
Karakhanyan colocou seu cinturão em jogo pela primeira vez contra Rick Glenn em 21 de Junho de 2014 no WSOF 10 e perdeu por nocaute técnico ao fim do primeiro round.

### Volta ao Bellator
Após perder seu cinturão do WSOF, Karakhanyan voltou ao Bellator MMA. Sua re-estréia foi contra Bubba Jenkins em 16 de Janeiro de 2015 no Bellator 132 e ele venceu por finalização técnica com uma guilhotina.

## Boxe
Georgi derrotou Tatsuro Irie em 5 de Maio de 2012, em sua estréia no boxe como Peso Meio Médio.

## Vida Pessoal
Georgi é um vegetariano dedicado. Ele acredita em Vegetarianismo e da o crédito a isso por sua força atlética. Ele tem as seguintes tatuagens: escrito "só Deus pode me julgar", em russo, em seu peito; uma cruz armênia em sua costela direita; e seu sobrenome em armênio em sua costela esquerda. Georgi é um grande fã de Deftones, e muitas vezes usa o som de 2000 "Knife Party" como música de entrada para suas lutas. Ele atualmente é um instrutor na MILLENNIA em Rancho Cucamonga, CA e é constantemente treina na Millennia MMA para melhorar.

## Campeonatos e realizações

### Artes marciais mistas
- Tachi Palace Fights
  - Campeão Peso Pena do TPF (Uma vez)
- World Series of Fighting
  - Campeão Peso Pena do WSOF (Uma vez, atual)

### Jiu Jitsu
- Grapplers Quest
  - Campeão 150 lb-159.9 lb Avançado Sem Kimono do Grapplers Quest de 2012

## Cartel no MMA
| Cartel no MMA   |             |            |
| 29 lutas        | 24 vitórias | 4 derrotas |
| Por nocaute     | 4           | 2          |
| Por finalização | 14          | 0          |
| Por decisão     | 6           | 2          |
| Empates         | 1           | 1          |

| Res.    | Cartel | Oponente           | Método                                  | Evento                            | Data       | Round | Tempo | Local                       | Notas                                                 |
| ------- | ------ | ------------------ | --------------------------------------- | --------------------------------- | ---------- | ----- | ----- | --------------------------- | ----------------------------------------------------- |
| Vitória | 27-7-1 | Daniel Pineda      | Nocaute Técnico (paralisação médica)    | Bellator 182                      | 25/08/2017 | 2     | 4:05  | Verona, New York            |                                                       |
| Derrota | 26-7-1 | Emmanuel Sanchez   | Decisão (majoritária)                   | Bellator 170                      | 21/01/2017 | 3     | 5:00  | Inglewood, California       |                                                       |
| Vitória | 26-6-1 | Kirill Medvedovsky | Nocaute Técnico (lesão no ombro)        | Bellator 164                      | 10/11/2016 | 1     | 3:40  | Tel Aviv                    |                                                       |
| Vitória | 25-6-1 | Bubba Jenkins      | Nocaute (soco)                          | Bellator 160                      | 26/08/2016 | 1     | 0:53  | Anaheim, California         |                                                       |
| Derrota | 24-6-1 | Pat Curran         | Decisão (unânime)                       | Bellator 155                      | 20/05/2016 | 3     | 5:00  | Boise, Idaho                |                                                       |
| Derrota | 24-5-1 | Daniel Weichel     | Decisão (unânime)                       | Bellator 147                      | 04/12/2015 | 3     | 5:00  | San Jose, California        |                                                       |
| Vitória | 24-4-1 | Bubba Jenkins      | Finalização Técnica (guilhotina)        | Bellator 132                      | 16/01/2015 | 1     | 1:49  | Temecula, California        |                                                       |
| Derrota | 23-4-1 | Rick Glenn         | Nocaute Técnico (desistência)           | WSOF 10                           | 21/06/2014 | 2     | 5:00  | San Jose, California        | Perdeu o Cinturão Peso Pena do WSOF.                  |
| Vitória | 23–3-1 | Lance Palmer       | Finalização (guilhotina)                | WSOF 7                            | 07/12/2013 | 3     | 4:40  | Vancouver, British Columbia | Ganhou o Cinturão Peso Pena Inaugural do WSOF.        |
| Vitória | 22–3-1 | Waylon Lowe        | Finalização (guilhotina)                | WSOF 5                            | 14/09/2013 | 1     | 3:37  | Atlantic City, New Jersey   |                                                       |
| Vitória | 21-3-1 | Din Thomas         | Decisão (unânime)                       | Legacy FC 19                      | 12/04/2013 | 3     | 5:00  | Dallas, Texas               |                                                       |
| Vitória | 20-3-1 | Hiroyuki Takaya    | Decisão (dividida)                      | Dream 18                          | 31/12/2012 | 3     | 5:00  | Saitama                     |                                                       |
| Vitória | 19-3-1 | Micah Miller       | Decisão (unânime)                       | Tachi Palace Fights 14            | 07/09/2012 | 5     | 5:00  | Lemoore, California         | Defendeu o Título Peso Pena do Tachi Palace Fights.   |
| Vitória | 18-3-1 | Aaron Mobley       | Nocaute (socos)                         | Gladiator Challenge- Star Wars    | 29/04/2012 | 1     | 1:03  | San Jacinto, California     |                                                       |
| Vitória | 17-3-1 | Isaac DeJesus      | Finalização (triângulo)                 | Tachi Palace Fights 11            | 02/12/2011 | 1     | 4:02  | Lemoore, California         | Ganhou o Título Peso Pena do Tachi Palace Fights.     |
| Vitória | 16-3-1 | Vince Ortiz        | Finalização (mata leão)                 | BAMMA USA - Badbeat 2             | 11/06/2011 | 1     | 2:01  | Commerce, California        |                                                       |
| Vitória | 15-3-1 | Anthony Hayes      | Finalização (triângulo)                 | Gladiator Challenge               | 22/04/2011 | 1     | 1:09  | San Jacinto, California     |                                                       |
| Derrota | 14-3-1 | Patricio Freire    | Nocaute Técnico (socos)                 | Bellator 37                       | 19/03/2011 | 3     | 0:56  | Concho, Oklahoma            | Quartas de Final do Torneio de Penas da 4ª Temporada. |
| Vitória | 14-2-1 | Anthony Leone      | Decisão (unânime)                       | Bellator 28                       | 09/09/2010 | 3     | 5:00  | New Orleans, Louisiana      |                                                       |
| Derrota | 13-2-1 | Joe Warren         | Decisão (unânime)                       | Bellator 18                       | 13/05/2010 | 3     | 5:00  | Monroe, Louisiana           | Semifinal do Torneio de Penas da 2ª Temporada.        |
| Vitória | 13-1-1 | Bao Quach          | Nocaute (joelhada)                      | Bellator 13                       | 08/04/2010 | 1     | 4:05  | Hollywood, Florida          | Quartas de Final do Torneio de Penas da 2ª Temporada. |
| Vitória | 12-1-1 | Albert Rios        | Decisão (unânime)                       | Call to Arms 1                    | 16/05/2009 | 3     | 5:00  | Ontario, California         |                                                       |
| Vitória | 11-1-1 | Justin Salazar     | Finalização (chave de braço)            | Missouri Total Fighting 4         | 20/12/2008 | 1     | 3:11  | Grain Valley, Missouri      |                                                       |
| Vitória | 10-1-1 | James Pettus       | Finalização (guilhotina)                | Missouri Total Fighting 4         | 20/12/2008 | 1     | 4:09  | Grain Valley, Missouri      |                                                       |
| Vitória | 9-1-1  | Jeff Sanchez       | Finalização (estrangulamento norte/sul) | GC 85: Cross Fire                 | 25/10/2008 | 1     | 1:12  | San Diego, California       |                                                       |
| Vitória | 8-1-1  | Jesse Miramontes   | Finalização (mata leão)                 | Apocalypse Fights 2               | 09/10/2008 | 1     | 1:50  | Palm Springs, Florida       |                                                       |
| Vitória | 7-1-1  | Justin Salazar     | Nocaute Técnico (socos)                 | True Fight Fans                   | 05/09/2008 | 2     | 2:14  | Grain Valley, Missouri      |                                                       |
| Vitória | 6-1-1  | Daniel Perez       | Finalização (kimura)                    | Apocalypse Fights 1               | 07/08/2008 | 1     | N/A   | Palm Springs, Florida       |                                                       |
| Vitória | 5-1-1  | Armando Sanchez    | Decisão (unânime)                       | King of the Cage: Opposing Force  | 05/05/2008 | 3     | 5:00  | Highland, California        |                                                       |
| Derrota | 4-1-1  | Chris David        | Decisão (dividida)                      | Gladiator Challenge 74: Evolution | 16/02/2008 | 3     | 5:00  | Los Angeles, California     |                                                       |
| Vitória | 4-0-1  | Hildred Oliney     | Finalização (mata leão)                 | WCO: Kerr vs. Gavin               | 07/11/2007 | 1     | N/A   | Hollywood, California       |                                                       |
| Vitória | 3-0-1  | Bobby Merrill      | Nocaute (joelhada voadora e socos)      | EFWC: The Untamed                 | 06/10/2007 | 2     | 0:09  | Anaheim, California         |                                                       |
| Vitória | 2-0-1  | Doug Dufur         | Finalização (mata leão)                 | Galaxy Productions                | 24/08/2007 | 1     | 1:46  | California                  |                                                       |
| Empate  | 1-0-1  | Juan Carlos Huerta | Empate                                  | King of the Cage: Epicenter       | 08/06/2007 | 2     | 5:00  | San Jacinto, California     |                                                       |
| Vitória | 1-0    | Brent Wooten       | Finalização (guilhotina)                | King of the Cage: BOOYAA          | 13/10/2006 | 2     | 1:18  | San Jacinto, California     |                                                       |